# FliK 41J
Die Flik 41J (offizielle Bezeichnung Jagdfliegerkompanie 41) war eine der bekanntesten Fliegerkompanien Österreich-Ungarns im Ersten Weltkrieg. Sie war der erste reine Jagdfliegerverband nach der 1917 erfolgten Spezialisierung der k.u.k. Luftfahrtruppen und wurde an der Italienfront eingesetzt.

## Geschichte

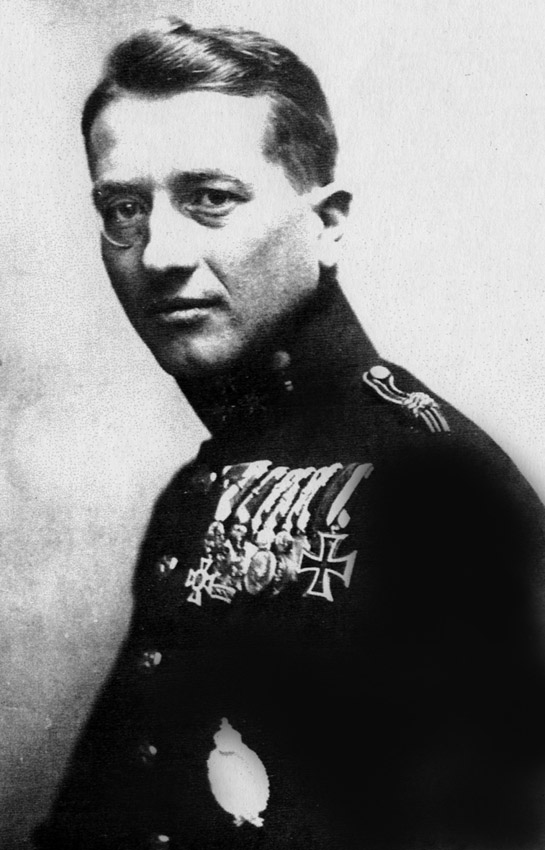
Godwin Brumowski, Kommandeur der FliK 41J

Gegründet wurde die Kompanie am 21. Februar 1917 noch als FliK 41. Den Namenszusatz J für Jagdfliegerkompanie erhielt sie am 28. Februar 1917.
Im März des gleichen Jahres wurde Godwin Brumowski zum Kommandeur der Einheit ernannt, nachdem er vorher an die deutsche Westfront versetzt und der deutschen Jagdstaffel Jasta 24 zugewiesen worden war, um die dort gemachten Erfahrungen im Luftkampf zu studieren. Dieses Wissen brachte er dann in die Flik 41J ein.
Am 27. März 1917 wurde die in Sesana bei Triest stationierte FliK 41J der 5. Armee zugewiesen. Der ursprüngliche für die Einheit vorgesehenen Sollzustand von 18 Flugzeugen, wurde nie erreicht und umfasste am Ende lediglich sechs Flugzeuge und zwei Reserveflugzeuge. Im November 1917 wurde sie der 1. und im Januar 1918 der 6. Armee angeschlossen. Bis zum Kriegsende war sie noch auf folgenden Flugfeldern stationiert: Campoformido, Aiello del Friuli, Feltre, Torresella und Portobuffolé.
Von ihrer Gründung bis November 1918 wurde sie im Zuge der Zwölften Isonzoschlacht, an der Piave und am Montello eingesetzt.
Die Flik 41J hatte den Ruf, die beste Einheit der Luftfahrtruppen zu sein. In der Einheit flogen viele der besten österreichisch-ungarischen Jagdflieger wie Frank Linke-Crawford, Kurt Gruber, Karl Kaszala, Friedrich Navratil, Josef Novak und vorübergehend auch Julius Arigi und Benno Fiala von Fernbrugg.
Die Fliegerkompanien waren in arabischen Zahlen durchnummeriert. Der Sollstand an Flugzeugen einer Fliegerkompanie betrug sechs Flugzeuge und zwei Reserveflugzeuge. Die Kompanie gliederte sich im Allgemeinen in ein Kommando, zwei Züge, einen Reservezug und den Train. Sie hatte etwa zehn Offiziere einschließlich vier Beobachtungsoffizieren und 100 Unteroffiziere und Mannschaften. Als „Bedeckung“ (Sicherungspersonal) war ihnen höchstens eine Halbkompanie von 60 Mann zugeteilt. Die Fliegerkompanien waren sehr mobil und verlegten bei Bedarf innerhalb kürzester Zeit ihren Standort. Eine Funkverbindung zu den Flugzeugen bestand nicht.
| Luftsiege der Jagdstaffel |              |
| ------------------------- | ------------ |
| Godwin Brumowski          | 24           |
| Frank Linke-Crawford      | 13           |
| Kurt Gruber               | 2            |
| Friedrich Navratil        | 1            |
| Kaszala Károly            | 5            |
| Gesamt:                   | 45 Luftsiege |

## Fliegertypen

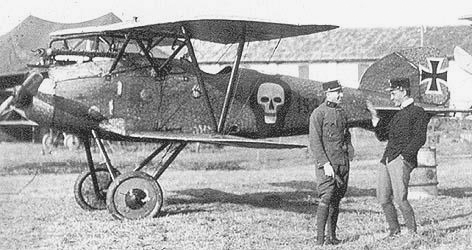
Godwin Brumowski (links) mit Frank Linke-Crawford vor seiner Albatros Oeffag D.III, Flugfeld Torresella bei Portogruaro der FliK 41J, Dezember 1917

Die von den Piloten der Jagdstaffel geflogenen Fliegertypen:
- Albatros D.II
  - Serien 53
- Albatros Oeffag D.III
  - Serien 53.2 (1917)
  - Serien 153 (1917, 1918)
  - Serien 253 (1918)
- Aviatik D.1
  - Serien 38 (ab August–September 1917)
  - Serien 115 (1918)
- Hansa-Brandenburg D.I
  - Serien 28, 128
  - Serien 65[2]

Die Hansa-Brandenburg D. I Modelle waren Notbehelfe, da der k.u.k. Luftfahrttruppe eine große Anzahl Flieger fehlten. Einige Kampfpiloten wie Godwin von Brumowski waren sehr erfolgreich mit diesem Flugzeugtyp, auch wenn dieser nicht einfach zu bedienen war.

## Sonstiges
- Weltkrieg
- k.u.k. Luftstreitkräfte